# لارس أوفريبو
لارس أوفريبو (بالنرويجية البوكمول: Lars Øvrebø)‏ هو لاعب كرة قدم نرويجي في مركز الوسط، ولد في 15 يوليو 1984. لعب مع نادي فوليرينغا.